# 275 (عدد)
275 هو عدد صحيح طبيعي بين 274 و276

## في الرياضيات

### خصائص
- 275عدد فردي
- 275 عدد ناقص
- 275 عدد مضلعي (29 أضلاع-...)